# إرنست روديجر فون شتارهيمبيرج
إرنست روديجر فون شتارهيمبيرج (12 يناير 1638 - 4 يناير 1701) كان حاكمًا عسكريًّا لمدينة فيينا، دافع عن المدينة خلال معركة فيينا عام 1683 ثم أصبح جنرال لدى الإمبراطورية الرومانية المقدسة خلال الحرب التركية العظمى.